# NGC 2349
NGC 2349 је расејано звездано јато у сазвежђу Једнорог које се налази на NGC листи објеката дубоког неба.
Деклинација објекта је - 8° 35' 34" а ректасцензија 7h 10m 48,1s. Привидна величина (магнитуда) објекта NGC 2349 износи 12,4.